# Julia Turnbull

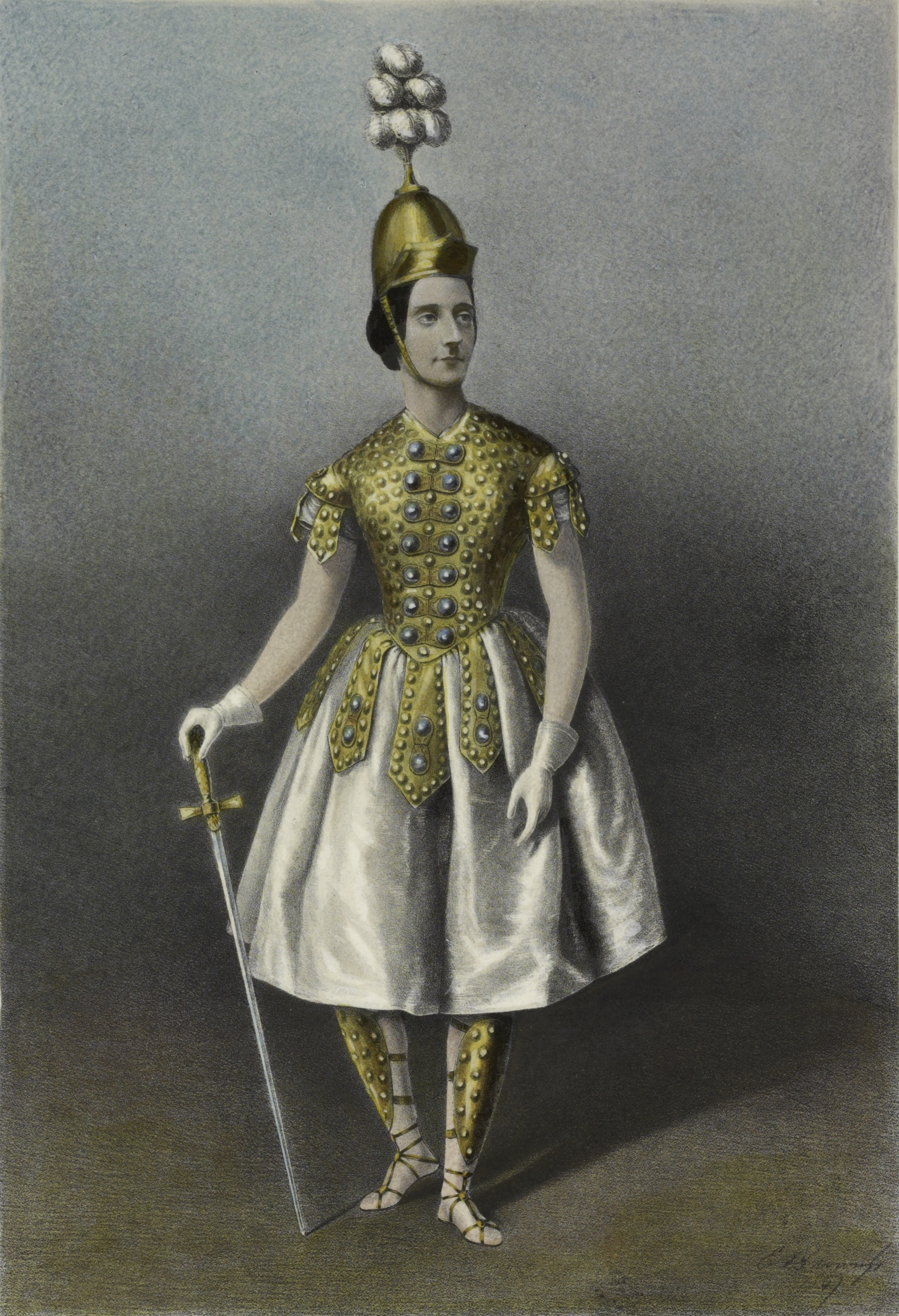
Julia Turnbull in The Naiad Queen. NYPL 1515968

Julia Turnbull, född 1822, död 1887, var en amerikansk ballerina. Hon är känd som en av de första inhemska balettdansarna i USA, där baletten fram till 1840-talet främst hade utövats av europeiska artister.  